# Letiště Linate
Letiště Milán Linate (IATA: LIN, ICAO: LIML) (italsky: Aeroporto di Milano-Linate) je po letišti Malpensa druhé mezinárodní letiště města Milán v Itálii. Nachází se 1 kilometr od jižní hranice tohoto města a 7 km od jeho centra. Leží v nadmořské výšce 305 metrů nad mořem, má dvě asfaltové ranveje, jednu o délce 2400 metrů a druhou 600 m. Bylo založeno v roce 1937. Je zde vedená linka Milánského metra.
V roce 2016 odbavilo 9,6 milionů cestujících při 118 tisících pohybů letadel. K roku 2017 zde mají leteckou základnu společnosti Alitalia a regionální Alitalia CityLiner.